# Dettingen (Rottenburg)
Dettingen ist ein Stadtteil von Rottenburg am Neckar im Landkreis Tübingen in Baden-Württemberg.

## Geographie
Der Ort liegt circa sechs Kilometer südlich der Stadt Rottenburg, zwischen dem Rottenburger Ortsteil Weiler und dem weiteren Rottenburger Ortsteil Hemmendorf. Zu erreichen ist Dettingen von Rottenburg her kommend über die L389 oder durch das kurvenreiche Dettinger Täle von Ofterdingen her kommend über die L385. Dettingen liegt am Fuße des Waldgebietes Rammert. Durch Dettingen führt der Aischbach, der im Zusammenfluss mit dem von Hemmendorf kommenden Krebsbach dann den Katzenbach bildet. Dieser mündet bei Bad Niedernau in den Neckar.
Im Norden befindet sich auf den Ausläufern des zum Rammert gehörenden Keuperhöhenzuges das 40,12 ha große Natur- und Landschaftsschutzgebiet Rappenberg sowie im Osten das Naturschutzgebiet Katzenbach-Dünnbachtal.

## Geschichte
Dettingen wird im Jahr 1275 erstmals urkundlich erwähnt, wobei der Name alemannisch und wohl auf Tato („Gerichtsstätte“) zurückzuführen ist. Das Alter von Dettingen ist allerdings weit früher anzusiedeln. Römerfunde im Gewann „auf der Weil“ förderten im Jahr 1995 die Einfassungsmauer einer römischen Siedlung zu Tage. Es handelte sich dabei wohl um einen römischen Gutshof, eine sogenannte „Villa Rustica“. Diese dürfte laut den Aussagen des Tübinger Landesdenkmalamtes vermutlich um 150 n. Chr. entstanden sein.
Die Ortschaft kam zusammen mit den Hohenberger Gebieten im 14. Jahrhundert an Österreich und 1805 an Württemberg.
Die ehemals selbständige Gemeinde wurde am 1. Januar 1975 im Zuge der Gemeindereform in die Große Kreisstadt Rottenburg am Neckar zwangseingemeindet, nachdem sich die Bürger in einem Referendum zuvor gegen die Eingemeindung ausgesprochen hatten.

## Wappen
Das Dettinger Wappen zeigt einen von Silber und Rot geteilten Schild. Im oberen Feld befindet sich eine gestürzte Pflugschar. Diese erschien schon in alten Wappen vor 1930 und war vermutlich ein altes Fleckenzeichen. Die Teilung des Schildes, wie auch die Ortsfarben Rot-Weiß, erinnern an die Grafschaft Hohenberg.
Das Wappen wurde im Jahr 1959 von der damaligen Gemeinde festgelegt und 1960 förmlich verliehen.